# سام يونغ (كرة سلة)
سام يونغ (بالإنجليزية: Sam Young)‏ مواليد 1 يونيو 1985 في واشنطن العاصمة، هو لاعب كرة سلة محترف أمريكي بدأ مسيرته الاحترافية في سنة 2009 حيث تم اختياره من قبل فريق ميمفيس غريزليس خلال الدرافت، يلعب في الدوري الدومينيكاني لكرة السلة ويحمل الرقم 12. يبلغ طوله 6 قدم 6 بوصة (2.0 م).

## فرق لعب لها
- ميمفيس غريزليس
- فيلادلفيا سفنتي سيكسرز
- إنديانا بايسرز
- يوفي كازيرتا باسكت

## إحصائيات المسيرة

### الموسم الاعتيادي
| السنة   | الفريق                 | لعب | بدأ | دقيقة | ميداني% | ثلاثية | حرة  | ارتداد | صنع | استلاب | تصدي | نقطة |
| ------- | ---------------------- | --- | --- | ----- | ------- | ------ | ---- | ------ | --- | ------ | ---- | ---- |
| 2009–10 | ميمفيس غريزليس         | 80  | 1   | 16.5  | .451    | .196   | .777 | 2.5    | .7  | .4     | .3   | 7.4  |
| 2010–11 | ميمفيس غريزليس         | 78  | 46  | 20.2  | .472    | .340   | .767 | 2.4    | .9  | .9     | .3   | 7.3  |
| 2011–12 | ميمفيس غريزليس         | 21  | 2   | 11.4  | .386    | .000   | .833 | 2.0    | .4  | .5     | .1   | 3.5  |
| 2011–12 | فيلادلفيا سفنتي سيكسرز | 14  | 0   | 9.6   | .295    | .625   | .643 | 1.5    | .4  | .4     | .3   | 2.9  |
| 2012–13 | إنديانا بايسرز         | 56  | 3   | 12.4  | .392    | .308   | .535 | 2.2    | .8  | .3     | .1   | 2.8  |
| المسيرة |                        | 249 | 52  | 15.9  | .442    | .280   | .742 | 2.3    | .7  | .5     | .2   | 5.8  |

### التصفيات
| السنة   | الفريق                 | لعب | بدأ | دقيقة | ميداني% | ثلاثية | حرة  | ارتداد | صنع | استلاب | تصدي | نقطة |
| ------- | ---------------------- | --- | --- | ----- | ------- | ------ | ---- | ------ | --- | ------ | ---- | ---- |
| 2011    | ميمفيس غريزليس         | 13  | 11  | 19.7  | .448    | .250   | .600 | 2.3    | .2  | .5     | .2   | 7.5  |
| 2012    | فيلادلفيا سفنتي سيكسرز | 2   | 0   | 2.0   | .000    | .000   | .000 | .0     | .0  | .0     | .0   | .0   |
| 2013    | إنديانا بايسرز         | 15  | 0   | 8.7   | .375    | .200   | .750 | 1.9    | .3  | .3     | .1   | 1.7  |
| المسيرة |                        | 30  | 11  | 13.0  | .426    | .217   | .652 | 2.0    | .2  | .3     | .1   | 4.1  |

## روابط خارجية
- سام يونغ على موقع إن بي أي (الإنجليزية)
- سام يونغ على موقع سبورتس رفرنس (الإنجليزية)
- سام يونغ على موقع كرة السلة الأوروبية.كوم (الإنجليزية)
- سام يونغ على موقع DraftExpress.com (الإنجليزية)
- سام يونغ على موقع كلية كرة السلة في سبورتس رفرنس.كوم (الإنجليزية)
- سام يونغ على موقع ريلجم (الإنجليزية)
- سام يونغ على موقع بروبوليرز (الإنجليزية)
- سام يونغ على موقع سبورتس رفرنس (الإنجليزية)